# Bugarach
Bugarach en idioma francés, Bugarag en idioma occitano,  es una pequeña localidad y comuna francesa, situada en el departamento del Aude en la región de Languedoc-Roussillon, a 430 metros de altura media sobre el nivel del mar.   
A sus habitantes se les conoce por el gentilicio Bugarachois.
Desde comienzos de este siglo este pueblo se ha hecho famoso por unos estratos geológicos situados al revés de lo que es habitual, las capas más antiguas arriba y las más modernas abajo, en un fenómeno conocido como cabalgamiento. 
Es frecuente su visita por parte de seguidores de la New Age, que atribuyen dicho fenómeno a un refugio construido por extraterrestres.

## Demografía
| 111 | 156 | 125 | 144 | 153 | 176 |
| Para los censos de 1962 a 1999 la población legal corresponde a la población sin duplicidades (Fuente: INSEE [Consultar]) |     |     |     |     |     |

(Población sans doubles comptes según la metodología del INSEE).

## Lugares de interés
El Pico de Bugarach (o Bugarag, en idioma occitano), de 1.231 metros, es el punto más alto del Macizo de Corbières.